# Egyházasrádóc
Egyházasrádóc ist eine ungarische Gemeinde im Kreis Körmend im Komitat Vas. Die Gemeinde entstand 1939 durch den Zusammenschluss der Orte Egyházasrádóc, Kissároslak und Rádócújfalu.

## Geografische Lage
Egyházasrádóc liegt 15,5 Kilometer südlich des Zentrums des Komitatssitzes Szombathely und 8,5 Kilometer nördlich der Kreisstadt Körmend. Nachbargemeinden sind Rádóckölked im Westen und Nemesrempehollós im Osten.

## Söhne und Töchter der Gemeinde
- Lajos Für (1930–2013), Historiker und Politiker

## Sehenswürdigkeiten
- Kruzifix (Fogadalmi kereszt)
- Lajos-Für-Denkmal, erschaffen von Sándor Kligl
- Reformierte Kirche, erbaut 1783 im Zopfstil (Spätbarock)
- Römisch-katholische Kirche Szent András apostol, erbaut 1813
- Szent-István-Park (Szent-István-park)
- Szent-István-Statue (Szent-István-szobor), erschaffen von József Marosits

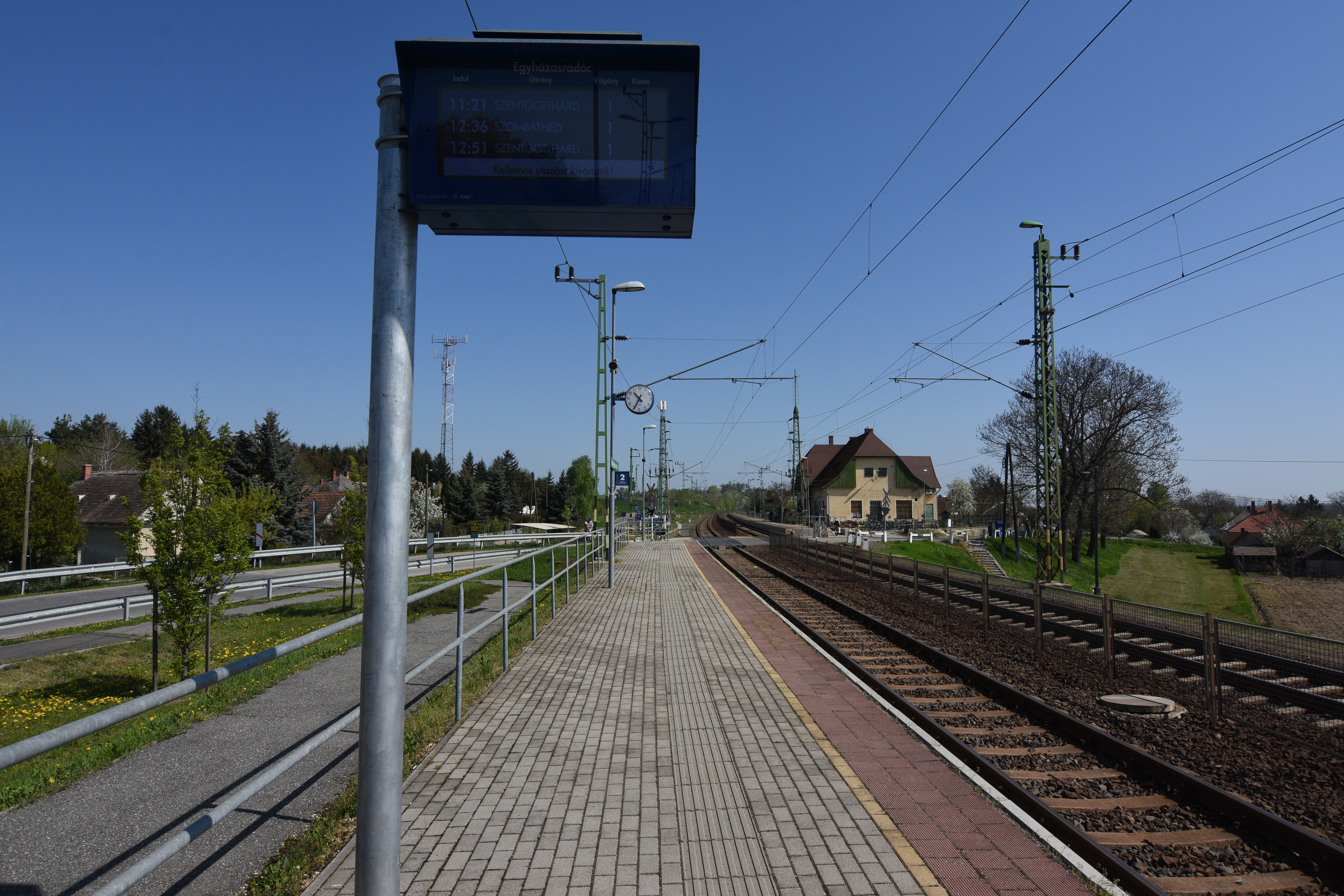
Bahnhof in Egyházasrádó
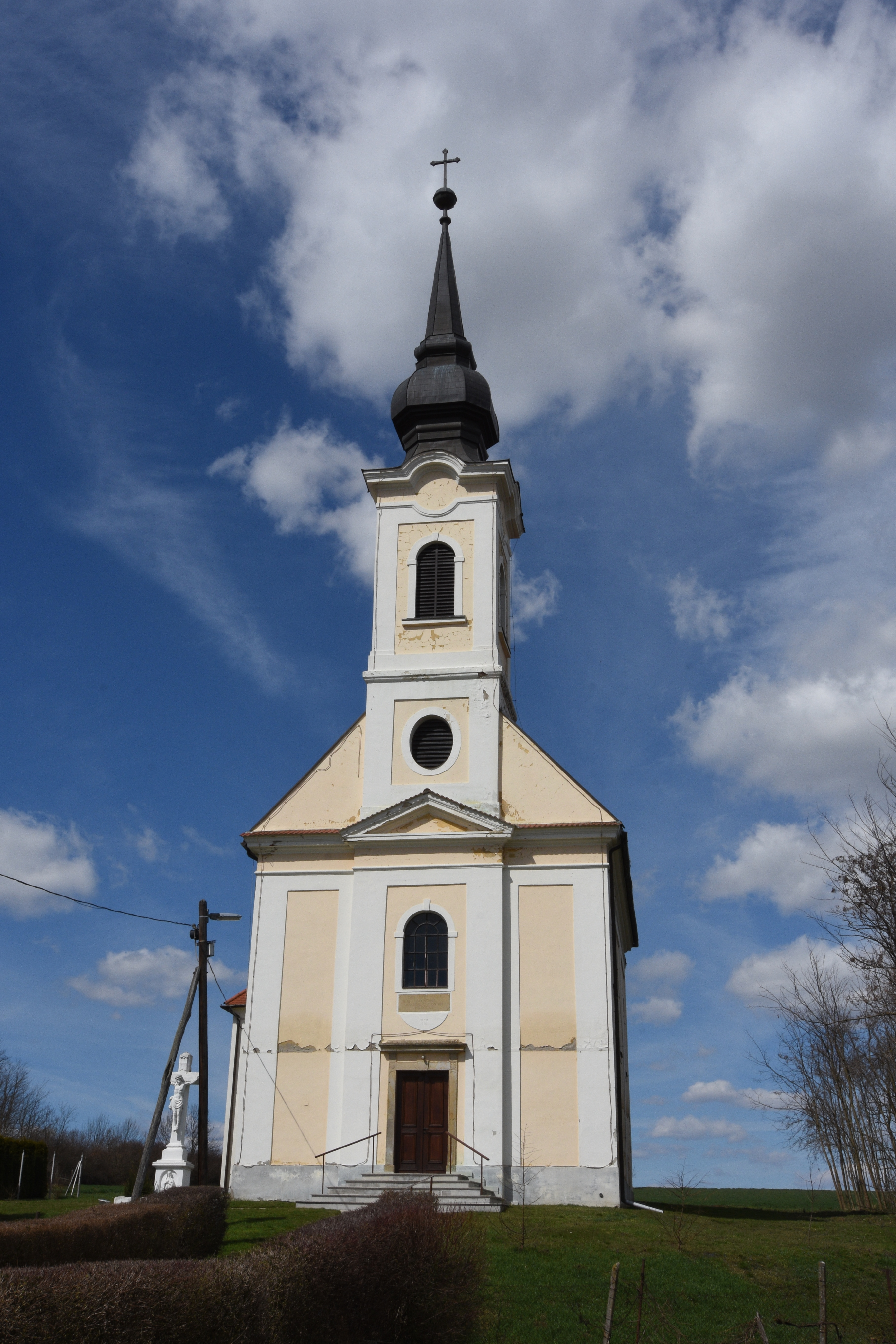
Römisch-katholische Kirche Szentc András apostol in Egyházasrádóc
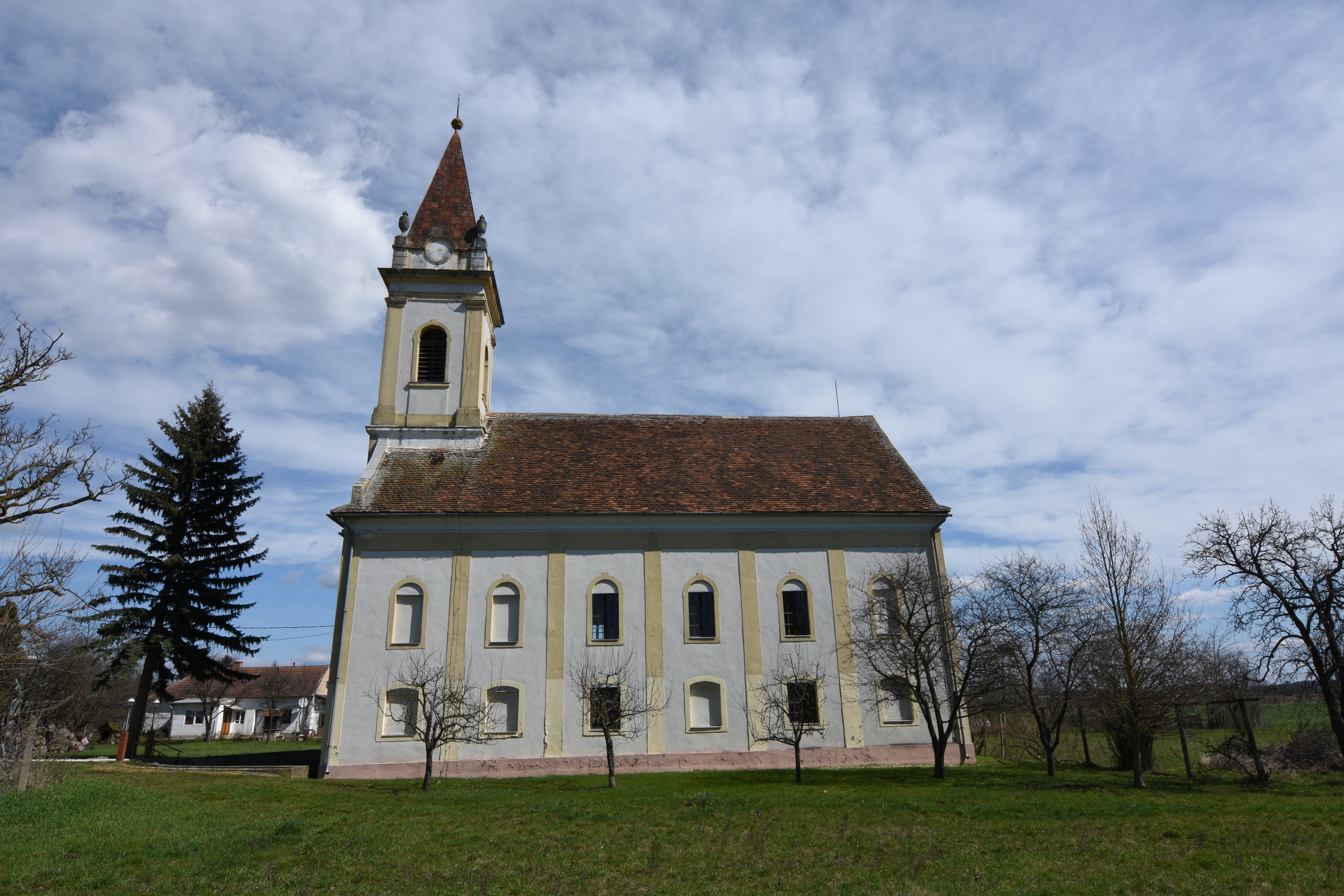
Reformierte Kirche in Egyházasrádó

## Verkehr
In Egyházasrádóc treffen die Landstraßen Nr. 8706 und Nr. 8722 aufeinander; durch den Ort verläuft zudem die Hauptstraße Nr. 86. Die Gemeinde ist angebunden an die Eisenbahnstrecke von Szombathely nach Szentgotthárd. Weiterhin bestehen Busverbindungen nach Körmend und Nemesrempehollós.